# Himertosoma humerale
Himertosoma humerale là một loài tò vò trong họ Ichneumonidae.